# Cephalophorus ogilbyi
Il cefalofo di Ogilby (Cephalophorus ogilbyi (Waterhouse, 1838)) è un piccolo cefalofo originario dell'Africa occidentale. Deve il nome al naturalista irlandese William Ogilby, segretario onorario della Società Zoologica di Londra tra il 1839 e il 1846.

## Tassonomia
Il cefalofo di Ogilby è una specie appartenente al genere Cephalophorus della famiglia dei Bovidi (Bovidae). All'interno dei Bovidi, questo genere forma, insieme ad altri cinque gruppi di specie, la tribù dei cefalofi (Cephalophini). I cefalofi comprendono per lo più specie di taglia medio-piccola e di corporatura compatta, endemici dell'Africa. Ad eccezione della silvicapra (Sylvicapra grimmia), che popola ambienti di savana, sono animali prevalentemente adattati agli habitat forestali.
Il cefalofo di Ogilby venne descritto per la prima volta nel 1838, come Antilope ogilbyi, da George Robert Waterhouse a partire da un esemplare proveniente dall'isola di Bioko (nota all'epoca come Fernando Po), che il naturalista indicò come località tipo. Waterhouse credette che la nuova specie fosse strettamente imparentata con il genere Tragelaphus, cui appartengono il tragelafo striato (che secondo l'attuale concezione costituisce in realtà un complesso di specie), il cudù maggiore (T. strepsiceros) e minore (T. imberbis) e l'antilope alcina (T. oryx). Con l'appellativo specifico ogilbyi Waterhouse onorò il naturalista irlandese William Ogilby, che aveva dato grandi contributi alla ricerca su ruminanti e bovidi. Nel 1846, John Edward Gray collocò la specie nel genere Cephalophus. Tuttavia, Gray aveva già utilizzato la combinazione di nomi nell'ortografia alternativa Cephalophorus ogilbyii nel 1842.
Includere i piccoli cefalofi nel genere Cephalophus era pratica relativamente comune durante i secoli XIX e XX e con il tempo il genere divenne un gruppo relativamente ricco di specie. Studi di genetica molecolare del 2001 rivelarono l'esistenza di tre linee evolutive distinte all'interno del genere: i cefalofi giganti, come il cefalofo di Jentink e il cefalofo dorsale, i cefalofi rossi dell'Africa occidentale, come il cefalofo di Peters, il cefalofo nero o il cefalofo di Ogilby, e i cefalofi rossi dell'Africa orientale, come il cefalofo rosso e il cefalofo di Harvey. Questa divisione del genere Cephalophus venne confermata in linea di principio da studi successivi pubblicati nel 2012. Nello specifico, il cefalofo di Ogilby è uno dei cefalofi rossi dell'Africa occidentale ed è strettamente imparentato con il cefalofo di Peters. La separazione di questa linea evolutiva ebbe inizio nel Pliocene medio circa 3,7 milioni di anni fa, e la separazione tra cefalofo di Peters e di Ogilby ebbe poi luogo nel Pleistocene medio circa 300000 anni fa. Gli stessi studi genetici dimostrarono anche che Sylvicapra è una specie sorella dei cefalofi giganti, indicando quindi che il genere Cephalophus doveva considerarsi parafiletico. Si rivelò quindi necessario separare da Cephalophus i cefalofi rossi, per i quali nel 2012 Alexandre Hassanin propose il nome generico Cephalophorus usato da Gray, separazione che è stata ufficializzata ben dieci anni dopo da un gruppo di lavoro guidato da Eva V. Bärmann.
Nel corso del XX secolo al cefalofo di Ogilby furono assegnate due ulteriori sottospecie oltre alla forma nominale, il cefalofo di Brooke e il cefalofo dalle zampe bianche. Il cefalofo di Brooke fu descritto per la prima volta da Oldfield Thomas nel 1903 a partire da un individuo proveniente dai dintorni di Cape Coast in Ghana. Thomas considerava il cefalofo di Brooke come una forma continentale del cefalofo di Ogilby, ma lo elencava come una specie separata. Solo poco tempo dopo, nel 1914, Ernst Schwarz unì il cefalofo di Brooke con il cefalofo di Ogilby sotto un'unica specie, cosa che fu successivamente confermata da Jane St. Leger. Nel periodo successivo, lo status quo rimase per lo più in vigore, tanto che nel 1978 Peter Grubb introdusse il cefalofo dalle zampe bianche come terza sottospecie del cefalofo di Ogilby, descrivendo circa una dozzina di individui provenienti dal Gabon. Fu solo agli inizi del XXI secolo che il cefalofo di Brooke venne separato per la prima volta dal cefalofo di Ogilby, in una revisione dei Bovidi effettuata da Colin Peter Groves e Peter Grubb nel 2011, secondo i quali anche il cefalofo dalle zampe bianche andrebbe classificato come specie indipendente. Altri sistematici considerano ancora il cefalofo di Ogilby come una singola specie in senso più ampio, pur sottolineando che si tratta di un complesso di specie costituito da tre specie allopatriche.
Attualmente, le sottospecie riconosciute sono le seguenti:
- il cefalofo di Fernando Po - C. o. ogilbyi Waterhouse, 1838 (Isola di Bioko, Nigeria e Camerun);
- il cefalofo dalle zampe bianche - C. o. crusalbum Grubb, 1978 (Gabon e Repubblica del Congo nord-occidentale).

## Descrizione
Il cefalofo di Ogilby è un'antilope piccola e riservata, lunga 85–115 cm, alta al garrese 55–56 cm e pesante 14–20 kg, con corpo tozzo, dorso arcuato, quarti posteriori ben sviluppati e zampe brevi e snelle, tutti adattamenti che gli consentono di muoversi con facilità tra il fitto sottobosco. Il nome afrikaans duiker, attribuito a tutti i cefalofi, significa «tuffatore», e si riferisce alla loro abitudine di tuffarsi nei loro rifugi se disturbati. I sessi sono simili nell'aspetto ed entrambi presentano brevi corna simili a chiodi, ricurve e massicciamente corrugate, sebbene quelle della femmina siano molto più corte di quelle del maschio. Il mantello è arancio-rossastro, con posteriore rosso, regioni inferiori più chiare e una linea nera che corre dalla schiena alla coda, la quale è breve (12–15 cm) e con un caratteristico ciuffo all'estremità. C. o. crusalbum presenta delle caratteristiche zampe bianche che lo distinguono da tutti gli altri cefalofi. Come altre specie di cefalofo, anche quello di Ogilby possiede grandi ghiandole odorifere, note come ghiandole preorbitali, sotto a ogni occhio. Queste vengono usate probabilmente per marcare il territorio o perfino per marcare altri esemplari. Abbastanza simile nell'aspetto al cefalofo dorsale (Cephalophus dorsalis), il cefalofo di Ogilby si distingue da quest'ultimo per avere zampe più lunghe e più sottili e una colorazione più chiara.

## Distribuzione e habitat
Il cefalofo di Ogilby è presente in due distinte località, tutte situate all'interno della zona delle foreste equatoriali dell'Africa occidentale. C. o. ogilbyi vive sull'isola di Bioko (Golfo di Guinea) e, sul continente, in alcune zone di Nigeria e Camerun, e C. o. crusalbum vive in Gabon e nella Repubblica del Congo nord-occidentale.
Questa specie vive prevalentemente nelle foreste umide di pianura. Sebbene prediliga le foreste primarie a quelle secondarie, occasionalmente è stato visto anche compiere «incursioni» dalla foresta verso le aree agricole vicine. Sull'isola di Bioko, il cefalofo di Ogilby è presente anche nelle elevate foreste di montagna, probabilmente a causa dell'assenza di altre specie di cefalofo che generalmente occupano questo habitat sul continente.

## Biologia
Il cefalofo di Ogilby si nutre di una vasta gamma di foglie, germogli, semi e frutti, e, come altri cefalofi, segue gli stormi di uccelli frugivori e i gruppi di scimmie attraverso la foresta, cibandosi dei frutti che lasciano cadere a terra. Si ritiene che i cefalofi giochino un ruolo importante nell'ecologia della foresta, sia come dispersori di semi che come parte significativa della dieta di predatori come il leopardo.
Considerato prevalentemente diurno, il cefalofo di Ogilby, come altri cefalofi, vive probabilmente da solo o in coppia, e si ritiene che sia monogamo, con maschio e femmina che occupano un territorio relativamente piccolo. Le femmine di cefalofo generalmente partoriscono un unico piccolo, che rimane ben nascosto tra la vegetazione per le prime settimane di vita. Tuttavia, conosciamo ancora ben poco sulla biologia di questa specie elusiva.

## Conservazione
I principali fattori che minacciano il cefalofo di Ogilby sono il degrado e la distruzione dell'habitat, in seguito all'avanzata dei terreni agricoli, degli insediamenti umani e della deforestazione, nonché la caccia intensiva per il commercio del bushmeat. La caccia costituisce in particolar modo una grave minaccia per la popolazione di C. o. ogilbyi presente sull'isola di Bioko; sebbene questa sottospecie sia ancora numerosa nelle aree protette dell'isola, come la Gran Caldera de Luba, il monitoraggio del bushmeat nei mercati dell'isola, nel 2007, ha riscontrato un notevole incremento del numero di animali, compresi esemplari di C. o. ogilbyi, catturati nell'area.
I cefalofi sono prede molto popolari, poiché sono facili da cacciare, si possono tranquillamente trasportare a piedi, e da essi si ricava abbastanza carne da renderne proficua la cattura. Tuttavia, gli attuali livelli di prelievo sono ritenuti insostenibili e tutto questo, unito alla crescente perdita dell'habitat, alla quale il cefalofo di Ogilby è particolarmente suscettibile a causa della distribuzione limitata e della dipendenza dalle foreste primarie, potrà portare in futuro a un ulteriore declino della specie.